# Özkan Çeliker
Özkan Çeliker (* 1980 in Deutschland) ist ein türkischer Fußballschiedsrichter.

## Werdegang
Çeliker legte im Jahr 2003 seine Schiedsrichterprüfung in Denizli ab. Sein erstes Spiel hatte er als Schiedsrichter-Assistent am 29. März 2006 in der PAF Lig.
Sein Debüt in der höchsten türkischen Fußballliga, der Süper Lig, gab er am 14. September 2014. Çeliker leitete die Begegnung Gaziantepspor gegen Kayseri Erciyesspor.